# Erika Von Heiland
Erika Kennedy Von Heiland (* 24. Dezember 1965 in Angeles City, verheiratete Erika Strader) ist eine US-amerikanische Badmintonspielerin philippinischer Herkunft.

## Karriere
Erika Von Heiland nahm 1992 und 1996 an Olympia teil. Bei ihrer ersten Teilnahme startete sie im Dameneinzel und wurde nach einer Niederlage in Runde eins 33. in der Endabrechnung. Auch 1996 scheiterte sie in der ersten Runde und wurde erneut 33. 1996 startete sie ebenfalls im Damendoppel mit Linda French. Auch dort unterlag sie in der ersten Runde und wurde 17. Bei den Panamerikaspielen 1995 hatte die Paarung noch Bronze gewonnen.

## Sportliche Erfolge
| Saison | Veranstaltung    | Disziplin   | Platz | Name                             |
| ------ | ---------------- | ----------- | ----- | -------------------------------- |
| 1992   | Olympia          | Dameneinzel | 33    | Erika Von Heiland                |
| 1995   | Panamerikaspiele | Damendoppel | 3     | Linda French / Erika Von Heiland |
| 1996   | Olympia          | Damendoppel | 17    | Linda French / Erika Von Heiland |
| 1996   | Olympia          | Dameneinzel | 33    | Erika Von Heiland                |